# Uppland
L'Uppland è una provincia storica nella parte orientale dello Svealand, in Svezia. Confina con il Mar Baltico a nord e ad est, con il Gästrikland a nord-ovest, il Västmanland a ovest e con il Södermanland a sud. Si estende per un'area pari a 12676 km² e conta 1 602 652 abitanti (al 31 dicembre 2016). Il suo nome la definisce come terra settentrionale della regione dello Svealand, ed è storicamente la terra originaria dell’identità nazionale svedese. L'Uppland è una delle province più ricche di pietre runiche.

## Origine del nome
Il nome Uppland era originariamente plurale: (j) þrim uplandæ folklandum ("nel paese dei tre popoli di Uppland"). Il suo significato è "il paese più in alto dalla costa" (upp, sopra + land, paese), dove "la costa" in questo caso è quella del lago Mälaren.  Il nome della provincia compare anche nell'Upplandslagen, emanato dal re Birger di Svezia nel 1296.

## Stemma
Lo stemma dell'Uppland è un globo crucigero d'oro su sfondo rosso. Fu ideato in occasione del funerale di Gustavo I di Svezia nel 1560. Compone un terzo dello stemma della contea di Stoccolma, creazione moderna che ha riunito vari territori intorno alla capitale, ed è ereditato integralmente dalla contea di Uppsala, risultato appunto dello scorporo dei comuni vicini a Stoccolma dalla provincia di Uppland.

## Storia

### Età della pietra
Sulla base di ricerche archeologiche e geologiche, si suppone che i primi abitanti dell'Uppland siano giunti da ovest nel Närke e nel Västmanland almeno 8 000 anni fa. I primi insediamenti erano sulla costa, ma oggi si trovano all'interno della provincia a causa del fenomeno dell'isostasia verificatosi successivamente in tutta la Fennoscandia. Con l'introduzione dell'agricoltura e dell'allevamento del bestiame intorno al 4000 a.C. aumenta il numero di insediamenti stabili. Un insediamento ritrovato a Åloppe (a nord-ovest di Uppsala) nel 1902 risale ai tempi della cultura del vasellame bucherellato e del Neolitico. Tra i vari monumenti antichi ritrovati, risalenti soprattutto al tardo Neolitico, si segnalano in particolare quelli nella parte centrale dell'Uppland occidentale, che è quindi considerata la parte più antica e densamente popolata della provincia durante l'età della pietra.
A sud e a sud-est della piana di Uppsala sono stati ritrovati in grandi quantità reperti come asce di pietra e altri utensili in pietra - prevalentemente realizzati con pietre dell'Uppland -, ma anche ordinarie asce piatte di selce importate dalla Scania e dalla Selandia. Nell'Uppland non sono stati ritrovati gioielli realizzati in altri materiali come per esempio l'ambra, ritrovati invece nelle province meridionali, il che suggerisce che gli abitanti del luogo erano relativamente poveri. Tuttavia, altri ritrovamenti suggeriscono la presenza di contatti tra l'Uppland, le Isole Åland e la Finlandia già sul finire dell'età della pietra, ma c'è anche chi ipotizza che contatti più sporadici ci fossero anche con il Norrland.

### Età del bronzo

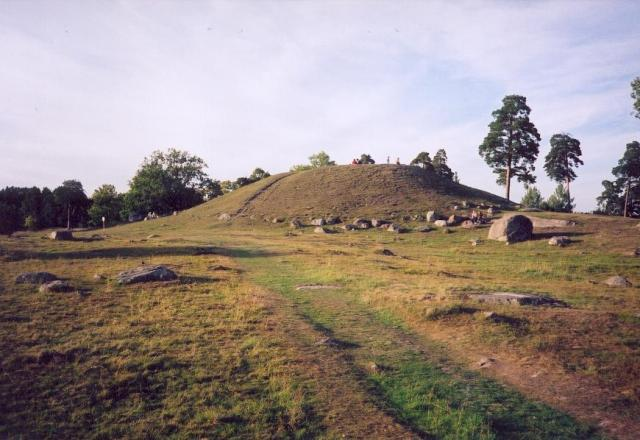
Il tumulo di Hågahögen.

All'età del bronzo risalgono oggetti in bronzo come asce, punte di lance, spade e tutti i tipi di gioielli. In rari casi, le armi e gioielli possono avere tracce di oro, come quelli ritrovati nella a Järfälla, nel tumulo di tumulo di Hågahögen e a Torstuna. Queste scoperte testimoniano un generale aumento del benessere durante l'età del bronzo. I reperti in bronzo sono in parte originari dell'Uppland e in parte di origine scandinava meridionale, ma in alcuni casi provengono anche dall'Europa meridionale. Anche le incisioni rupestri nelle parrocchie di Litslena, Boglösa, Ramsta e Ångarn risalgono a quest'epoca.

### Età del ferro
Il numero di reperti della prima età del ferro è relativamente inferiore rispetto a quello delle età precedenti, ma sono pervenuti in condizioni migliori: si tratta di collane di bronzo, spade di ferro, vasi di bronzo e altro ancora. Al 500 a.C. risalgono le tracce più antiche di coltivazione dei cereali (chicchi di grano e orzo a Gamla Uppsala). Altri oggetti in oro e in vetro e le repliche di medaglie romane, ritrovati non solo nell'Uppland ma in tutta la Scandinavia, testimoniano il benessere del popolo e le vivaci rotte commerciali sia verso sud-est, con Costantinopoli, che verso sud-ovest, con il Belgio e la Francia.
Al VI e al VII secolo risalgono alcune navi funerarie. Durante l'Era di Vendel, inizia a formarsi una prima gerarchia sociale che si svilupperà pienamente nei secoli successivi.

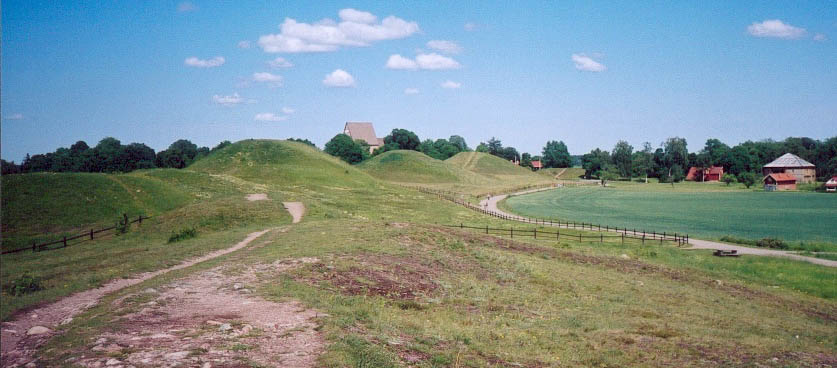
Gamla Uppsala fu un importante centro religioso ed economico durante l'età del ferro.

#### Epoca vichinga
In tutta la provincia abbondano le tracce dell'epoca vichinga, soprattutto sotto forma di pietre runiche, ma anche di tumuli funerari e di insediamenti. Il sito archeologico più importante dell'epoca vichinga è probabilmente quello di Birka, inserito nell'elenco dei Patrimoni dell'umanità dell'UNESCO nel 1993.

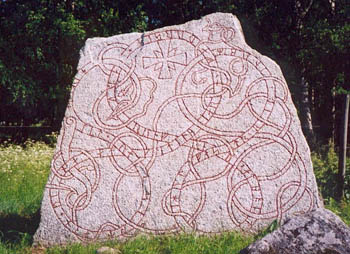
La pietra runica di Vaksala, una delle tante pietre runiche sparse nel territorio del comune di Uppsala.

L'Uppland presenta una quantità notevole di pietre runiche, superiore a quella di qualsiasi altra provincia svedese. La maggior parte di queste risale al periodo tra X e XI secolo. Alcune di queste pietre attestano l'uso del fuþark antico, ma la maggioranza presenta incisioni in fuþark recente, e questa differenza è molto utile per consentire la datazione di questi reperti. Non sappiamo con precisione quante pietre runiche siano state prodotte in tutta la provincia, ma è molto probabile che un buon numero sia andato perduto o distrutto. Altre, invece, sono state riutilizzate e riadattate per altri scopi: è questo il caso, per esempio, della Cattedrale di Uppsala. Ci sono anche casi di ritrovamenti di interi gruppi di pietre runiche, come nel caso delle pietre runiche di Orkesta. Tra gli incisori più importanti si ricorda il nome di Åsmund Kåresson, inventore di uno stile artistico nelle incisioni tipico dell'area.
Negli anni 970 fu fondata Sigtuna, sede di Eric il Vittorioso, primo re svedese la cui esistenza è storicamente accertata: per questo motivato, essa è considerata da molti come la prima capitale della Svezia.

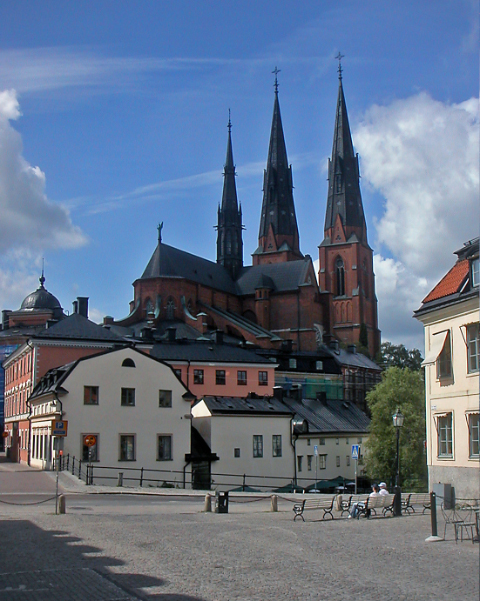
La Cattedrale di Uppsala, la cui progettazione ebbe inizio nel 1258.

### Medioevo
Già nel Medioevo la provincia aveva raggiunto un'estensione pari a quella attuale ad eccezione di Ekerön, che fu parte del Södermanland fino al 1544. Nel 1160, Sigtuna divenne la prima sede arcivescovile in Svezia, seguita nel 1164 da Uppsala, la quale diventò nel giro di breve tempo il centro della nuova religione cristiana in Svezia. Nonostante alcuni scontri con i diversi re svedesi, i nobili locali a partire dal XIII secolo entrarono stabilmente a servizio della monarchia centrale. Alla fine del XIII secolo, una nuova città iniziò ad emergere con prepotenza, arrivando a contendere il primato a Uppsala: la futura capitale Stoccolma. Convenzionalmente, si ritiene che la città sia stata fondata nel 1252. Tuttavia, Uppsala continuerà a essere il centro della cultura svedese ancora per molto tempo, come dimostra la fondazione dell'Università di Uppsala nel 1477.

### Dal Rinascimento a oggi
Nei secoli successivi alla fine del Medioevo, l'Uppland diventa la residenza preferita di nobili e uomini dell'alta società, attratti anche dalla crescita impressionante della vicina Stoccolma. Quando nel XIX secolo l'industrializzazione raggiunse anche la Svezia, la popolazione dell'Uppland aumentò vertiginosamente insieme al fenomeno dell'urbanesimo. Oggi la regione è diventata una delle principali mete turistiche del paese e trae grande giovamento dalla vicinanza della capitale.

## Geografia
L'Uppland si trova nella parte orientale dello Svealand. Esso confina a sud con il Södermanland, a ovest con il Västmanland, a nord con il Gästrikland e ad est con il Mar Baltico; inoltre, ha un breve confine terrestre con la provincia delle Isole Åland, appartenenti alla Finlandia. Il confine in questione si estende sull'isolotto di Märket. L'Uppland, tuttavia, non si estende fino al punto in cui si incontrano la contea di Uppsala, la contea di Gävleborg, la contea di Dalarna e la contea di Västmanland, il che significa che non ha confini con la provincia del Dalarna.

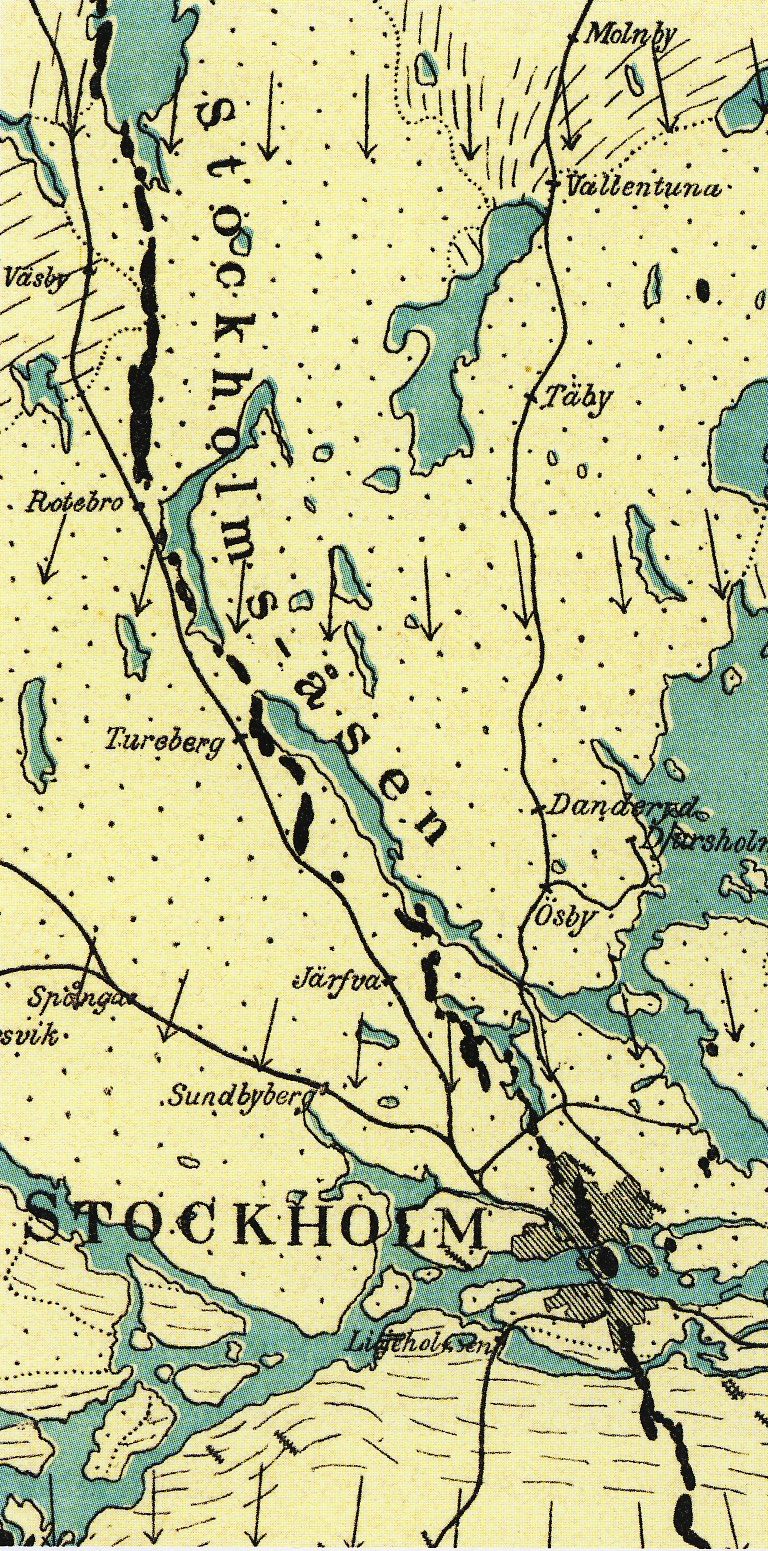
L'esker di Stoccolma attraversa il territorio dell'Uppland in direzione nord-sud.

### Descrizione del territorio
L'Uppland è costituito da una pianura caratterizzata da qualche piccolo rilievo, che nella parte centrale e settentrionale della provincia sale a 50 metri sul livello del mare, ma a sud-est ci sono rilievi che raggiungono i 70 metri e nella parte occidentale arrivano fino a circa 100 metri. Le rocce sono costituite da basamento cristallino percorso da diverse piccole faglie. La calotta di ghiaccio ha modellato la conformazione del territorio. Quando il ghiaccio si ritirò, lasciò materiale sedimentario come la tillite, spesso accompagnata a strati di argilla spessi fino a 100 metri. Questi strati sono un'eredità della glaciazione weichseliana quando l'area era coperta dal mare. Fu soltanto con il fenomeno successivo dell'isostasia che il territorio dell'Uppland emerse dalle acque.
All'Uppland appartengono tre bacini idrografici. Quello settentrionale, di dimensione ridotte, è attraversato dal Dalälven e annovera un solo grande lago, il Tämnaren (36 m s.l.m.), da cui scorre in direzione nord-est il Tämnarån. Nel bacino orientale, di minore ampiezza, scorrono molti corsi d'acqua, ma tutti di secondaria importanza. I più grandi di questi scorrono verso nord, come l'Olandsån e lo Skeboån. Il più grande lago della zona è l'Erken (11 metri sul livello del mare). Il resto della provincia appartiene al bacino idrografico del Mälaren. Il principale corso d'acqua è il Fyrisån, che sfocia nell'Ekoln, un'insenatura del lago Mälaren. Nel Mälaren vi sono diverse isole appartenenti all'Uppland, quali Lovön, Färingsön, Ekerön-Kärsön-Munsön, Björkön, Adelsön, Grönsön e Arnön. Anche la costa orientale è attraversata da numerose insenature e, in particolare, sul lato sud-orientale, circondata da un vasto arcipelago.
Nella parte interna si estende la piana di Uppsala, particolarmente fertile e ricca di insediamenti urbani di tutte le dimensioni. Nel nord e nel nord-est il paesaggio è piatto e, in diversi punti, paludoso, roccioso e difficile da raggiungere.

### Laghi
- Axsjön
- Dannemorasjön
- Ensjön
- Erken
- Finnsjön
- Funbosjön
- Fysingen
- Fälaren

- Färnebofjärden
- Hosjön
- Lommaren
- Långsjön
- Lötsjön
- Mälaren
- Norrviken
- Rösjön

- Sottern
- Stora Agnsjön
- Strömaren
- Trehörningen
- Tämnaren
- Valloxen
- Vendelsjön
- Vikasjön

### Corsi d'acqua

Stoccolma è la capitale della Svezia e la città più grande dell'Uppland. Veduta da Kaknästornet verso ovest.

- Dalälven
- Fyrisån
  - Jumkilsån
  - Björklingeån
  - Vendelån
  - Sävjaån
  - Hågaån

- Norrtäljeån
- Enköpingsån
- Tämnarån
- Strömarån
- Forsmarksån
- Olandsån
- Broströmmen

- Sävaån
- Örsundaån
  - Skattmansöån
- Sagån
- Norrström
- Märstaån

### Città principali
Di seguito le dieci città più popolate della provincia
| Nr | Città                 | Popolazione    |
| -- | --------------------- | -------------- |
| 1  | Stoccolma (solo metà) | 500 000 (metà) |
| 2  | Uppsala               | 156 854        |
| 3  | Upplands Väsby        | 143 582        |
| 4  | Täby                  | 61 272         |
| 5  | Lidingö               | 43 318         |
| 6  | Åkersberga            | 33 944         |
| 7  | Vallentuna            | 32 394         |
| 8  | Märsta                | 28 445         |
| 9  | Boo                   | 24 052         |
| 10 | Enköping              | 23 271         |

Fonte: Statistiska centralbyrån (SCB)